# Voraptipus agilis
Voraptipus agilis là một loài nhện trong họ Pisauridae.
Loài này thuộc chi Voraptipus. Voraptipus agilis được Carl Friedrich Roewer miêu tả năm 1955.